# Langue de bois
L'espressione francese langue de bois (letteralmente "lingua di legno", metafora traducibile in italiano come "divagare", o "menare il can per l'aia") si riferisce a un linguaggio che usa parole vaghe, ambigue, astratte o pompose per distogliere l'attenzione dai problemi principali.

## Origine dell'espressione
L'espressione, originariamente riferita alle espressioni imposte dall'Unione Sovietica, si è ampiamente diffusa negli anni settanta e ottanta del XX secolo, arrivando in francese dal russo, attraverso il polacco.

## Caratteristiche
La storica francese Françoise Thom ha identificato quattro caratteristiche della langue de bois: astrazione e fuga dal concreto; tautologie; cattive metafore; manicheismo.

## Riferimenti
La neolingua presente nel romanzo 1984 di George Orwell spesso imita e ridicolizza la langue de bois.